# Szikhizmus
A szikh vallást a 16. században alapította az indiai Nának guru. Napjainkban a világon hozzávetőleg 23-25 millió követője van és rendkívül különleges helyet foglal el a vallástörténetben és az isteneszmék között egyaránt. A guru szó tanítót jelent, a szikh vallást követő embereket pedig szikheknek, azaz tanítványoknak nevezik. Maga a szó a tanítványt, vagy tanulót jelentő szanszkrit sziszja szóból származik. Az indiai pandzsábi nyelvben maga a szikh is tanulást jelent, így a tíz guru tanítványaira és a szikhizmus első guruja, a Srí Guru Granth Száhibnak is nevezett szikh szentírás, az Ádi Granth tanításainak követőire utal. Bár Indiában gurunak nevezik a vallási tanítókat, vezetőket,  a szikheknél a guru cím csak az egyetlen Istenre (Szat guru), a tíz guru hagyományozási sorára, illetve  a szent könyvre, az Ádi Granthra, vagy Guru Granth Száhibra vonatkozik.
A szikhizmus központja a indiai Pandzsáb állambeli Amritszár városa. Az ott álló, szikh identitást jelképező Aranytemplom (Harmandír Szahib) a vallás követőinek spirituális központja, míg a mellette épült Akál Thakat (Időtlen Isten Trónusa) a szikh közösség által választott legfőbb irányító testületnek ad otthont. A szikh vallásban nagy hangsúlyt fektetnek a közösségi szolgálatnak (széva). Gyülekezőhelyük a dharmszála, ezekből alakultak ki templomaik, a gurdvárák. A szikh közösséget panthnak nevezik. A beavatott és elkötelezett hívők a khálszához tartoznak. 
A szikh törvénykönyv, a Rahit Marjáda szerint az egy Istenben, a tíz guruban,  az Ádi Granthban és a tizedik guru amritjában való hit a szikh hívő kötelessége, és nem követhet más vallásokat sem.
A szikhizmus a hindu és muszlim vallásháborúk környezetében kifejlődött vallás. Nem kísérli meg e két nagy rendszer összeolvasztását, bár mindkettőből átvett elemeket, például a hinduizmusból a karma tanát és a szanszárát, az iszlámból a szigorú egyistenhitet. A társadalmi hagyományokat és berendezkedéseket illetően valamelyest eltér a hinduizmustól és az iszlámtól is (így például elutasítja a kasztrendszert és a purdah-t).
Tanításában az Igaz Név (Nám) tiszteletét hangsúlyozza: ő az, akit minden hívőnek önmagában kell megtalálnia, s aki nem vár el szertartásokat, hogy kegyeit megnyerjék, és  hitvitákkal sem szükséges keresni a hozzá vezető utat, mivel létezése nyilvánvaló. Isten nem  jelenik meg avatáraként a világban, azonban folyamatosan kinyilvánítja akaratát (hukam). Az isteni akarat felismeréséhez elengedhetetlen a név ismétléseiből álló hangokból (sabdán) álló meditáció (Nám Szimaran), illetve az Ádi Granth himnuszain való elmélkedés. 
Indiában mintegy 14 millióra tehető a szikhek száma, kétharmaduk az északnyugat-indiai Pandzsáb államban él, a vallás keletkezési helyén. A diaszpóra legnagyobb létszáma (kb. 300 000 hívő) az Egyesült Királyságban található.

## Pandzsáb története

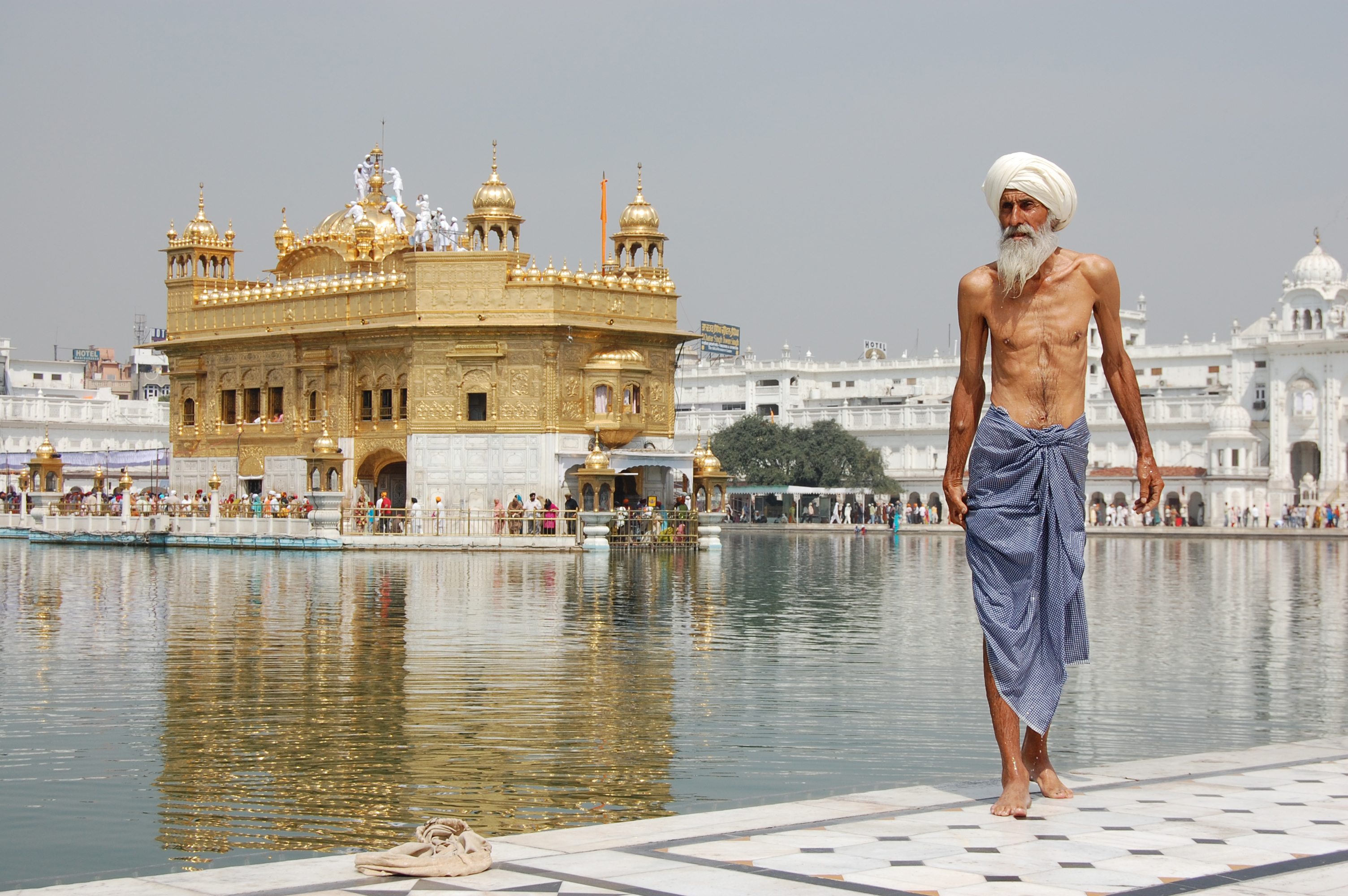
Szikh zarándok az Aranytemplom előtt az indiai Amritszárban

A 9. századtól egymást követő muszlim csoportok árasztották el a túlnyomórészt hindu Indiát. Fő útvonaluk Pandzsáb területén, a termékeny mezőgazdasági övezeten haladt át. Ennek eredményeképpen Nának guru születése idején egymás mellett éltek a hinduk és a muszlimok.
A mogulok (muszlim hódítók) végül egész Északnyugat-India fölött megszerezték az irányítást, s ez a 19. századig, a brit uralomig fennmaradt.
1947-ben India felszabadult a brit uralom alól, és a muszlimok követelésére Indiából kihasították az új országot, Pakisztánt. (Pandzsáb területét felosztották a hindu India és a muszlim Pakisztán között.) Azoknak a szikheknek és hinduknak, akik hirtelen Pakisztánban találták magukat, távozniuk kellett. Sokan átköltöztek Indiába, mások viszont kivándoroltak, például az Amerikai Egyesült Államokba és Angliába, ahová magukkal vitték vallásukat.

## Nának guru
Nának 1469-ben született a pandzsábi Lahor melletti kis faluban, Talvandiban. Szülei hinduk voltak, ám ő hinduk és muszlimok között nőtt fel.
30 éves korában Nának guru három napra eltűnt, és mindenki azt hitte, hogy vízbe fulladt. Visszatértekor ezek voltak az első szavai: „Nincs olyan, hogy hindu vagy muszlim, kinek az ösvényét kövessem tehát? Isten ösvényét fogom követni.” Ezzel azt akarta kifejezni, hogy minden vallás igazsága ugyanaz. Szerinte a vallások között fennálló, külsőségekben megnyilvánuló különbségek nem lényegesek.
Nának guru úgy gondolta, hogy Isten új üzenetet küldött számára, amely sem az iszlám, sem a hindu tanításokból nem következett. Életének hátralévő részét ezen üzenet terjesztésével töltötte. Feljegyezték róla, hogy kimondottan a hindu és muszlim szent helyek felkeresésére törekedett, és ott hirdette tanait.
Négy „hősies” utazás után (északra Tibetbe, délre Sri Lankába, keletre Bengálba és nyugatra Mekkába és Bagdadba) Nának guru a hinduknak és muzulmánoknak egyaránt tanított, és ennek során tanítványokat, úgynevezett szikheket gyűjtött maga köré. Tanításai a vallásnak az emberiség életében betöltött szerepéről szóltak. Szerinte a vallás fő feladata a népek egyesítése, és fájlalta, hogy a gyakorlatban a vallás inkább egymás ellen hangolja az embereket. Különösen sajnálkozott a hinduk és muszlimok közötti ellenséges érzületeken, és bizonyos szertartási módozatokon, amik szerinte akadályozzák a hívőket az Istenre való koncentrálásban, így tovább akart lépni mindkét vallás gyakorlatain. Ellenezte a kasztrendszert. Jól ismert mondását „Nincsenek hinduk, nincsenek muszlimok”, Szigh guru fejlesztette tovább: „Tekintsd egyenlőnek az emberi faj egészét”.
A guru élete utolsó éveit a pandzsábi Kartárpur városában élte le, ahol sokan meglátogatták, hogy tanuljanak bölcsességéből. Követőit, vagyis tanítványait szikheknek nevezték. Kartárpurban létrehoztak egy közösséget, amely mindenki felé barátsággal viseltetett, és ingyenkonyhát nyitottak a szegények és nélkülözők számára.
Halála előtt kijelölte utódját, a szikh közösség új tanítóját (guru). Ez a rendszer folytatódott, amíg az utolsó, a tizedik, Gobind guru (1666–1708) 1699-ben meghatározta a szikheket másoktól megkülönböztető szertartásokat.
Nának guru 1539-ben halt meg. Az egyik legenda elbeszéli, hogy halála után vita támadt hívei között. Hindu gyökerekkel rendelkező követői saját hagyományaiknak megfelelően hamvasztani akarták, míg muszlim hátterű hívei el akarták temetni. Amikor elérkezett a test megsemmisítésének ideje, Nának követői már csak a halotti leplet találták, a test eltűnt.

## A szikhek hite
A Mindenható Isten a személytelen, alaktalan végső valóság, Ő a Teremtő, a személyes megmentő, a belső tanító, aki mindentudó, mindenható és anyagtalan. Isten mindeneken keresztül nyilatkozza és jelenti ki magát a világmindenségben, de semmilyen véges képzet nem imádható Istenként, hiszen az végtelen. Isten Nánakot és az őt követő kilenc gurut, valamint az írásokat választotta az isteni világosság megtestesítésére, de egyik sem imádható istenként.
Isten az ürességről való mély elmélkedésben létezett számtalan korokig, míg elhatározta a világmindenség és az élet megteremtését. Csakis Isten tudja, hogy mikor és hogyan volt a világ, az élet és az első tett megteremtve.
A szikhek egyistenhitűek. Úgy hódolnak Istennek, hogy őszinte életet élnek, és törődnek másokkal. Minden napot hajnali mosdással kezdenek, és a guruk tanításain elmélkednek.
Szerintük a lélek a születés és az újjászületés körforgásába kerül. Hogy ebből kiszabadulva Istennel egyesüljenek és guruvá váljanak, fegyelmezett életet élnek, és gyakran a társadalom érdekeit szolgáló munkát (széwa) végeznek, és jövedelmük tizedét a rászorulóknak adják.
Az újraszületések ellenére az egyénnek nem szükségszerűen kell a karma törvényeitől szenvednie. A szenvedés sem közvetlenül Istentől származik, ő csupán a hit és bátorság próbájaként engedi azt meg. A szenvedés gyakran sok jót hoz ki az emberből, mint például részvétet, könyörületet és szánalmat. A hűséges hívek a gonosztevők által a legsebezhetőbbek, akik hitüket próbára teszik. Sokan tekintik a szenvedést a lélek gyógyírjának, a gyönyört pedig a lélek betegségének.
A megváltás az Isten által adatott megvilágosodás, amely az újraszületésektől való megszabadulást eredményezi. Gyakori imádság, elmélkedés, Istent dicsérő énekek, felnőttkeresztelés, jótétemények (könyöradományok és ingyenkonyha), erkölcsösség és Isten törvényeinek (ahogy azt a tíz emberi guru hozza) való engedelmesség mutatja az áhítatot és megtisztítja a lelket a sok korábbi élet során felhalmozódott tisztátalanságtól, így megszabadulhatunk az olyan emberi bűnöktől, mint a kéjvágy, harag, kapzsiság, kötődések és büszkeség.
Nem hisznek a Sátánban. Szerintük a bűn korában élünk, amikor a gonoszság természetszerűen virágzik. Az emberek lényükben hajlamosak a kísértéseknek engedni. Isten teremtett mindent, és ő adott az embereknek szabad akaratot. A gonoszságot Isten az emberiség jellemének és az áldozatok hithűségének próbájaként engedélyezi. Az istentelen gonosztevőket mindenáron el kell kerülni.

## A közösség (khálsza)
A muszlim mogulok indiai uralma alatt a szikhek időről időre üldöztetést szenvedtek el, a hindukkal többnyire békességben éltek. Az ötödik és a kilencedik gurut nézetei miatt ki is végezték. A tizedik guru, Góbind Szingh megalapította a khálszát, azaz Tiszták nevű közösséget. A khálsza tagjai részesültek a khandé di páhul beavatási szertartásában, és az öt k (kakké) jegyét viselik (kés=nem nyírt hajzat, kanghá=csontfésű, kirpán=kard, kará=karperec, kacsh=térdnadrág). A khálszák közé olyan szikhek tartoztak, akik hajlandóak voltak harcolni az elnyomás ellen, megvédeni a hitüket, ha kellett, karddal is, egyúttal rendkívül szigorú erkölcsi kódexet kell követniük.
A khálsza első tagjait  az ún. amrittal (cukor és víz keverékével) kenték fel. Ittak a folyadékból, majd valamennyit a fejükre locsoltak. Az öt férfit sárga ruhába öltöztették, majd Góbind Szingh elnevezte őket Pándzs pjárénak, azaz a Szeretett ötnek. A khálszán belüli egyenlőség jeleként a gurut is beavatták a közösség tagjai közé. A tömeget is magával ragadta az öt ember példája, és ezreket kentek fel a khálsza teljes jogú tagjává.
A szikh férfiak és nők közül ma is sokan jelentkeznek a khálsza tagjai közé.
A khálsza megalapításának napján a hagyomány szerint mintegy ötvenezer hívő lépett a közösségbe, amelynek törvényeit a guru a Khálsza Rahit elnevezésű kódexben fektette le.

## A szent könyv
Az első szikh szentírást az ötödik, Ardzsan guru állította össze még 1604-ben. Az írás ritkaságszámba megy abban a tekintetben, hogy a vallásalapító életében és saját kezűleg íródott, és az is érdekes, hogy gurmukhi írással készült, de részletei több nyelven íródtak (pandzsábi, szanszkrit, bhodzspuri, perzsa).
Az utolsó guru, Góbind Szingh nem választott utódot. Úgy érezte, hogy az ellentétben állna az egyenlőség elvével, amelyet megpróbált a khálszán belül érvényre juttatni. Ehelyett, nem sokkal halála előtt elrendelte, hogy a szikh szentírás legyen a guru, a szikhek végső lelki tekintélye, amely a szikh vallás leendő követőit irányítani fogja. A földi fennhatóságot a Khalsza Panthra (Szikh Nemzet) ruházta.
A szent iratokat az Ádi Granthban  gyűjtötték össze. Góbind Szingh elnevezte a könyvet Granth Szahib gurunak, hogy jelezze a könyv fontosságát. A szikhek tisztelik ezt a könyvet, de nem hódolnak neki.
A szent könyv főleg a guruk által írt, a szikh hitvallást kifejező himnuszokból áll. Tartalmazza más vallások híveinek írásait, köztük muszlimokét és hindukét is. Ez a legtöbb vallási könyv esetében eléggé szokatlan: azt jelzi, hogy a szikhek más vallásokat is tisztelnek.

## Szikh templomok
A legtöbb szikh templomba, ún. gurdvárába  jár istentiszteletre. Otthon is imádkozhatnak, ha rendelkeznek a Granth Száhib guru egy példányával.
A gurdvára (guruhoz vezető ajtó) fontos találkozóhely a szikh közösség számára. Egyes termekben beszélgethetnek, az osztálytermekben pedig a gyerekek a történelmükről és a hitükről tanulhatnak. A Pandzsáb területén élő gyerekek a gurdvárában sajátítják el a pandzsábi nyelvet.
Sok gurdvára állandóan nyitva áll a különböző vallások hívei számára. A rászorulókat étellel és fekvőhellyel várják.
Minden gurdvárában van egy ebédlő (langar), ahol nemcsak a rászorulók jutnak ételhez, hanem minden szikh itt étkezik az istentisztelet után. A hívők pénzzel vagy étellel járulnak hozzá ehhez. Nők és férfiak is elkészíthetik az ételeket, és vegetáriánus ételeket is felszolgálnak, hogy minden vallás követői együtt étkezhessenek.

## Szikh zászló
A legtöbb gurdvárán ott lobog a szikhek zászlója, a Nisán Száhib, amelyet narancssárga alapon a khanda jelet ábrázolja. A zászlótartó rudat is bevonják narancssárga anyaggal. A Nisán Száhibot és a zászlótartó rúd bevonatát a Baiszákhi fesztivál harmadik napján gyakran tisztára cserélik.

A nisán száhib vektografikus rajza.

A nisán száhib egy másik formája, kék színnel.

A szikhek rendkívüli módon tisztelik a Nisán Száhibot, mivel egységüket jelképezi szerte a világon. A khanda jel a szikhek számára a központi hitelveket jeleníti meg. A kezdet és vég nélküli kört csakrának hívják, amely a végtelenséget és a szikhek egységét fejezi ki.

Khanda, a szikhek jelképe

A keresztbe állított kardok arra emlékeztetik őket, hogy készen kell állniuk hitük védelmére.
A kétélű kard, a khanda, amelyről az egész jelet elnevezték, az igazság erejét szimbolizálja.

## Szikh szertartások

### Az istentisztelet
A szikheknek nincs szent napjuk, bármelyik nap elmehetnek a gurdvárába. Imaterembe lépés előtt be kell fedni a fejet, le kell venni a cipőt és meg kell mosakodni. Az egyenlőség jeleként mindenki a padlón ül, a nők és a férfiak gyakran egymástól külön. Nincsenek papok. Egy szikh nő vagy férfi felolvas a szentírásból, és levezeti az istentiszteletet.
Nának guru úgy érezte, hogy nincs szükség bonyolult rítusokra, ezért a szikh istentiszteletnek nincs meghatározott formája: kathából (szent himnuszok felolvasása és magyarázata a Granth Száhib guru alapján) és kírtanból (a himnuszok eléneklése) áll.
Az istentisztelet alatt a Granth Száhib gurut egy állványra helyezik, amely az emberek fölé magasodik, így a szentírás olyan helyzetben van, mintha élő guru lenne. Napközben baldachin függ a szent könyv fölött, éjszakára pedig egy külön terembe helyezik át. A Granth Száhib gurut a tisztelet jeleként mindig a fej fölött viszik.
Az istentiszteletet mindig a három részből álló közös imával (ardász) fejezik be. Az ima első részében Istenről és a gurukról emlékeznek meg, a másodikban a Granth Száhib gururól, a harmadikban pedig Isten áldását kérik a közösségre.
Az ima után elkészítik a karáh-parsádot, amely egy lisztből, vajból és cukorból készült édesség. Ezt rövid karddal (kirpan) kevergetik, majd a közösség együtt elfogyasztja. Ezt követően közösen étkeznek a langarban.

### A folyamatos felolvasás
Fontos alkalmakkor (születés, halál vagy vallási ünnepek) az egész Granth Száhib gurut megszakítás nélkül felolvassák. Ez a 48 órán át tartó akand páth. A szokás a 18. században alakult ki, amikor a szikheknek harcolniuk kellett a hitükért, és törvényen kívüliként éltek. Akkoriban csupán néhány példányuk volt a könyvből, és minden csoport annyit olvasott belőle, amennyit tudott, mielőtt továbbadta volna.

#### Szikh bölcsességek
Minden bölcsesség után megtalálható annak a személynek vagy szent iratnak a neve, akitől vagy ahonnan a bölcsesség származik.
Isten a hal és a halász, a víz és a háló úszója és a benne levő csali. (Nának guru)
Senki ne legyen büszke születésére. Tudjátok, hogy mindannyian egyazon agyagból születtünk. (Nának guru)
Aki Isten dicséretét zengi, és jó tetteket hajt végre, Istennel fog egyesülni. (Amar Dász guru)
A szeretet nélküli élet olyan, mint a vadonban nyíló virág, amelynek senki sem élvezheti az illatát. (Granth Száhib guru)
Ki mint vet, úgy arat. Ez a testi cselekedeteid eredménye. (Ardzsan Dév guru)
Nőktől születünk, nőkben fogantatunk, nőkkel jegyezzük el magunk, nőkkel házasodunk. Nőket oltalmazunk, a nők által élnek tovább a kultúrák. Amikor egy nő meghal, ismét nőt keresünk. Nőkön keresztül érvényesül a rend. Miért tartjuk alacsonyabb rendűnek azt, kitől nagyjaink születnek? (Nának guru)
Egy Isten van. A neve Örök Igazság. Minden dolgok Teremtője és mindent átható Lélek. Félelem nélkül való. Gyűlölködés  nélkül való. Időtlen és forma nélkül való.  Születésen és halálon túli. Önmagától való. A Guru kegyelméből ismert. (Múlmantra, a szikh hit deklarálása, ezzel kezdődik a Grant Száhib guru.)

### Születési szokások
Születés után néhány nappal a szikh csecsemőt elviszik a gurdvárába a névadási (nám karan) szertartásra. Ott felütik valahol a Granth Száhib gurut, és a gyermek olyan nevet kap, amelynek kezdőbetűje megegyezik a bal oldal első szavának kezdőbetűjével.
A betűt vagy a nevet kihirdetik az egybegyűltek előtt, és a gyermek ajkára amritot csepegtetnek. Imádkoznak és himnuszokat énekelnek. A karáh-parsád hozzávalóit a szülők biztosítják.

### A beavatási szertartás
A 14. évet betöltött szikhek beléphetnek a Khálszába. Ha emellett döntenek, a Szeretett öt eredeti beavatásán alapuló szertartáson, az amriton vesznek részt. Ezt a közösség öt kimagasló személyisége végzi, az egykori Szeretett öt képviseletében.
Amikor a szikhek belépnek a Khálszába, új nevet vesznek fel. A férfiakat Szinghnek (=oroszlán) szólítják, a nőket Kaurnak (=hercegnő). Az új név célja eredetileg az volt, hogy mindenki egyenlő legyen, és ellensúlyozza az indiai társadalom hindu kasztrendszerét, amely az egyes ember fontosságát a nevükben is kifejezésre juttatta.

### Az öt K
Góbind Szingh guru az eredeti testvériség tagjainak azt mondta, hogy mindenki viseljen öt szimbolikus jelentőségű ruhadarabot. Ezeknek a neve pandzsábi nyelven K betűvel kezdődik, ezért az öt K-ként váltak ismertté (pandzsábi nyelven Pandzs Kakké, vagyis öt K. ). Manapság sok szikh, még ha nem tagja is a Khálszának, viseli ezeket, a közösséghez tartozás jeleként. A turbán nem tartozik az öt K-hoz, mégis minden férfi viseli, hogy vágatlan, hosszú hajuk rendezett és ápolt legyen. Szakállukat is meghagyják. A fiatal fiúk egy kis ruhadarabbal (pátka) fedik be a fejüket.
- Kés – vágatlan haj. A szikh isten iránti engedelmességét mutatja, mivel lehetőleg nem avatkoznak bele a természetbe.
- Kanghá – fafésű. A hosszú hajat ápoltan kell tartani, ezért a szikhek egy fésűvel tűzik fel a hajukat, amelyet gyakran turbánnal takarnak el.
- Kacshá – ruházat alatt viselt fehér rövidnadrág. A puritánságot és a szerénységet szimbolizálja, s jól jött azoknak, akiknek esetleg harcolniuk kellett.
- Kará – acél karperec. A karika az örökkévalóságot jelképezi, az acél az erőt és a puritánságot. Arra is emlékeztet, hogy csak Istenért szabad harcolni.
- Kirpán vagy Kard – szimbolikus jelentőségű kard görbe pengével. Arra emlékeztet, hogy az igazságért kell harcolni, a gyengék és az elnyomottak védelmében.

### Szikh esküvői szertartás
Ezt ánand karádzsnak hívják, amely annyit jelent: „az üdvösség szertartása”. Az esküvőt bármilyen nyilvános helyen megtarthatják. A szerződés szentségének érdekében az ifjú párnak a Granth Száhib guru jelenlétében kell letennie az esküt.
A szertartás nagyon egyszerű. A vőlegény megígéri, hogy gondoskodni fog a feleségéről, a menyasszony pedig elfogadja új szerepét. A pár egy kendőt tartva kettejük között négyszer körbejárja a Granth Száhib gurut. Ezután imádkoznak, és himnuszokat énekelnek. A többi szikh istentisztelethez hasonlóan, az esküvő is a karáh-parsád elfogyasztásával végződik. Sok fiatal pár barátaival és a rokonaival együtt étkezik a langarban.

### Halállal kapcsolatos rítusok
A halált a szikhek az újjászületés körforgásán belüli természetes folyamatnak tekintik. Szerintük a lélek vagy visszajön a Földre, vagy ha valaki méltó életet élt, lelke Istennel egyesül. Ezért a szikhek úgy gondolják, hogy a halál után nincs szükség a testre, így általában elégetik vagy elhamvasztják. Indiában a hamvasztás gyakran fahasábokból emelt halottégető máglyán történik. Nyugaton inkább krematóriumban.
A halott személy hamvait általában a legközelebbi folyóba szórják. A szikhek ellenzik a sírhelyek megjelölését például sírkővel, mivel szerintük ez a holttest kultikus tiszteletére ösztönözheti az embereket. A temetési szertartás során nem helyeslik a siratást és a fájdalom más nyilvános kimutatását, mivel csak a test halt meg, a lélek nem.
A temetést követő tíz napon és éjszakán át a felnőttek felolvassák a teljes Granth Száhib gurut. Amikor az utolsó fejezetet is elolvasták, vége a gyász időszakának és a család együtt elfogyasztja a karáh-parsádot.

## Szikh ünnepek
A szikh vallási kalendárium régebben kizárólag a hindu holdnaptáron alapult. Jelenleg megpróbálják azt a Gergely-naptárral (nyugati naptár) is összhangba hozni, és Nanaksáhi naptárnak hívják. Az alábbi táblázatban a szikh hónapok Gergely-naptár szerinti kezdőnapja található:
| Szikh hónap | Gergely-naptár |
| ----------- | -------------- |
| Cset        | Március 14.    |
| Vaiszák     | Április 14.    |
| Dzseth      | Május 15.      |
| Harh        | Június 15.     |
| Szaván      | Július 16.     |
| Bhádon      | Augusztus 16.  |
| Aszu        | Szeptember 15. |
| Katik       | Október 15.    |
| Maghár      | November 14.   |
| Pó          | December 14.   |
| Mágh        | Január 13.     |
| Phágán      | Február 12.    |

A szikheknek minden évben számos ünnepük van. Néhány szikh ünnep megegyezik a hindu ünnepekkel, ám jelentésük kicsit eltérő. A következőkben ismertetjük a szikhek néhány ünnepét:

### Hola Mohalla fesztivál
A Pandzsáb területén levő Anandpur város egyik helyi ünnepe a Hola Mohalla fesztivál, a hinduk Holi fesztiválja utáni napon. Az első Hola Mohallát Góbind Szingh guru rendezte 1701-ben.
A hagyomány szerint ekkor álviadalok, hadgyakorlatok, zenei és költői versengések voltak. Manapság lovasbemutatók, vívás és vallásos előadások is szerepelnek a programok között.

### Baiszákhi fesztivál
Ez az áprilisi ünnep az egykori Khálszá-tagok beavatásának állít emléket. A szikhek a gurdvárába látogatnak, vásárokat és felvonulásokat rendeznek. Sokan ezen a napon jelentkeznek a Khálszá tagjai közé. Az ünnep harmadik napján leengedik a gurdvára előtti zászlót, majd a rudat vízben és joghurtban kimossák. Indiában a joghurtot tiszta és szent anyagnak tekintik. A zászlórudat megszárítják, és új zászlót kötnek rá.

### A fények ünnepe

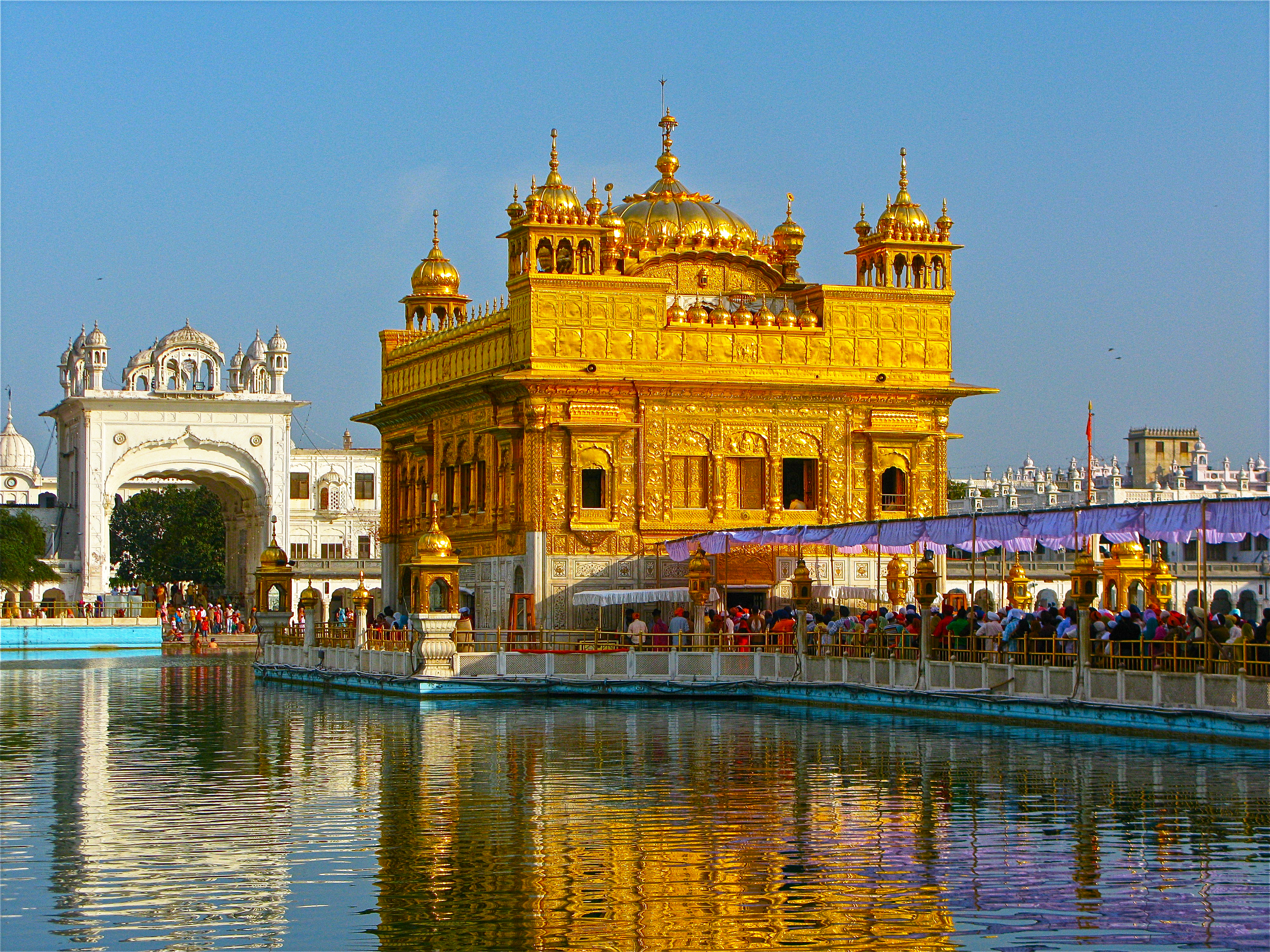
Az Aranytemplom

A hindukhoz hasonlóan a szikhek is megünneplik a Diválit, a fények ünnepét. A szikhek ekkor Har Góbind gururól is megemlékeznek, akit a mogul császár bebörtönzött. Góbind ragaszkodott 52 hindu rab szabadon bocsátásához, akiket vele együtt jogtalanul börtönöztek be, és csak amikor ezt elérte, akkor volt hajlandó elhagyni börtönét.
1619-ben, Har Góbind szabadon bocsátásának napján üdvözlésképpen meggyújtották az amritszári Aranytemplom fényeit. A gurdvárákat ma is kivilágítják, és mindenkinek édességet osztogatnak. A legtöbb ember az Aranytemplomnál gyűlik össze, amelyet több ezer lámpával világítanak ki a múltbéli események emlékére.

### A guruk ünnepe
A gurpurbok olyan ünnepek, amelyeken a guruk születésnapját, haláluk napját és guruvá avatásuk napját ünneplik. A két legfontosabb gurpurb a novemberi Nának guru ünnepe, és a januári Góbind Szingh guru ünnepe.
A gurpurbot felvonulással és imádkozással ünneplik meg. A Granth Száhib guru ilyenkor különösen fontos szerepet játszik; időnként végigviszik az utcákon. Gyakran akrand páthot, vagyis folyamatos felolvasást is tartanak a Granth Száhib guruból.

## A tíz guru
- 1. Nának (1469–1539) a szikh vallás alapítója.
- 2. Angand (1504–1552) a pandzsábi nyelv írott változata, a gurmukhi megalkotója.
- 3. Amar Dász (1479–1574) minden ember egyenlőségéért munkálkodott.
- 4. Rám Dász (1534–1581) Amritszár szent városának megalapítója
- 5. Ardzsan (1563–1606) építtette az amritszári Aranytemplomot, és a szikhek első mártírja volt.
- 6. Har Góbind (1595–1644) az első harcos guru, ő vezette a szikhek ellenállását a mogul uralkodók ellen.
- 7. Har Rái (1630–1661) terjesztette el a szikh hitet Pandzsáb, majd egész India területén.
- 8. Har Krisan (1656–1664) gyermek guru, Har Rái fia, aki nyolcéves korában meghalt himlőben.
- 9. Tég Bahádur (1621–1675) mártírhalált halt, mert megpróbálta megvédeni a hindukat.
- 10. Góbind Szingh (1666–1708) a Tiszták szikh közösségének alapítója, ő választotta a szent könyvet, a Granth Száhib gurut utódjául.

### A mai kor kérdései
Szerintük az abortusz egyértelműen bűn. Szent írásaikban nincs szó a homoszexualitásról, de általában a rossz karma forrásának tekintik és szerintük az az egyén női-férfi energiái közötti szellemi-lelki egyensúlyát megbontja és önpusztításhoz vezet. A nemek egyenlősége hivatalos álláspontjuk, és a gyakorlatban is hangsúlyozzák. Özvegyeik szabadon újraházasodhatnak.